# Zamek w Warcie Bolesławieckiej
Zamek w Warcie Bolesławieckiej – ruiny zamku z przełomu XIV i XV wieku, znajdujące się we wsi Warta Bolesławiecka w województwie dolnośląskim nad rzeką Bobrzycą.

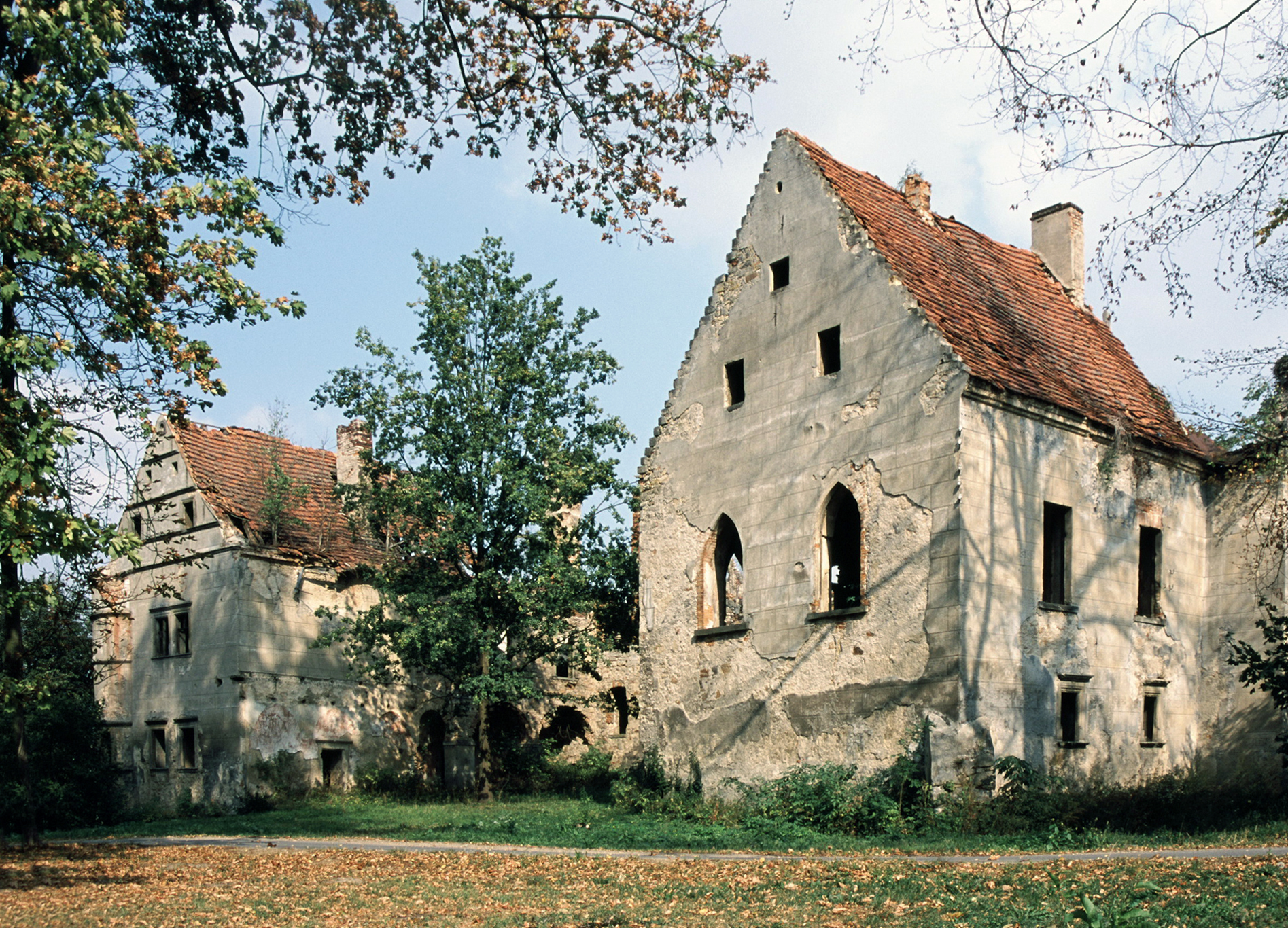
Pałac w Warcie Bolesławieckiej

Zamek powstał prawdopodobnie w końcu XIV w. na wzniesieniu pośród łąk. Założony na planie prostokąta o wymiarach 15 na 20 metrów, z wewnętrznym dziedzińcem. Jego istnienie potwierdzono w dokumentach w 1498 r. W XVI wieku od północnej strony otoczono go podwójną fosą i wałem. W 1540 roku, obok zamku wybudowany został renesansowy dwór, którego budowniczym był Hans von Zedlitz. Budowla ta posiadała dwie kondygnacje, przebudowywano ją w następnych stuleciach. Do dzisiejszych czasów zachowały się fragmenty murów zamku oraz ruina dworu.